# 里苏勒
里苏勒（法語：Risoul，法語發音：[ʁizul]）是法国上阿尔卑斯省的一个市镇，位于该省东部，属于布里扬松区。

## 地理
里苏勒（44°38'55"N, 6°38'24"E）面积30.34 平方千米，位于法国普罗旺斯-阿尔卑斯-蓝色海岸大区上阿尔卑斯省，该省份为法国东南部内陆省份，北起萨瓦省，西北接伊泽尔省，西南接德龙省，南至上普罗旺斯阿尔卑斯省，东北部与意大利接壤。
与里苏勒接壤的市镇（或旧市镇、城区）包括：吉耶斯特尔、圣安德烈当布兰、迪朗斯河畔圣克莱芒、瓦尔斯。

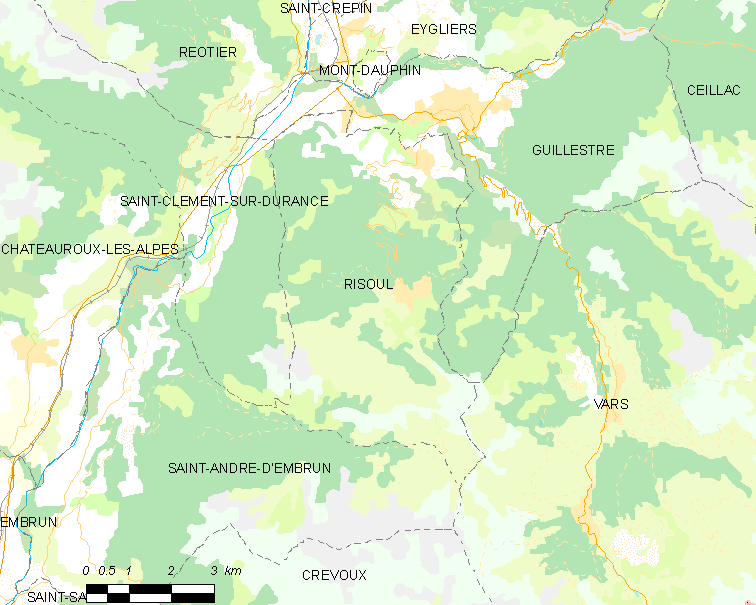
里苏勒的OSM定位图

里苏勒的时区为UTC+01:00、UTC+02:00（夏令时）。

## 行政
里苏勒的邮政编码为05600，INSEE市镇编码为05119。

## 政治
里苏勒所属的省级选区为吉耶斯特尔县。

## 人口

1962-2008年间里苏勒人口变化图示

里苏勒于2022年1月1日时的人口数量为663人。